# Jaromír Podešva
Jaromír Podešva (8. března 1927 Brno – 9. listopadu 2000 Brno) byl český hudební skladatel a pedagog.

## Život
Narodil se v Brně do hudebního prostředí, jeho otec byl houslařem. Již jako chlapec hrál na klavír, housle a na violu. Za německé okupace byl jako středoškolský student totálně nasazen na manuální práci do Boskovic a později z trestu přeložen do Ostravy. Středoškolská studia dokončil po válce. Absolvoval abiturientský kurz skladby na brněnské konzervatoři a v roce 1947 začal studovat kompozici na Hudební fakultě Janáčkovy akademie múzických umění v Brně u Jaroslava Kvapila. Po dokončení řádného studia v roce 1951 absolvoval ještě tříletou aspiranturu u téhož pedagoga a vykonával funkci tajemníka katedry skladby a dirigování. V letech 1956–1959 byl tvůrčím tajemníkem Svazu československých skladatelů v Praze a později se stal předsedou brněnské pobočky. V letech 1969–1990 vyučoval skladbu a hudební teorii na ostravské konzervatoři. K jeho žákům zde patřili například Pavel Helebrand nebo violoncellista a koncertní mistr Janáčkovy filharmonie Ostrava Jiří Hanousek.
Jeho tvorba zpočátku vycházela z díla Leoše Janáčka a Vítězslava Nováka. V roce 1960 získal stipendium UNESCO na studijní pobyt v zemích západní Evropy a v USA. Setkání se soudobými kompozičními směry a postupy významně ovlivnilo jeho další tvorbu.

## Dílo

### Orchestrální skladby
- Symfonie č. 1 (1951)
- Cesta vlasti (symfonický triptych: Kounicovy koleje. V kraj vešla Rudá armáda. Veliký pochod. 1952–1953)
- Symfonie č. 2 pro smyčce a flétnu (1961)
- Koncert pro flétnu a orchestr (1965)
- Kulminace. Perla na dně (3. symfonie). Dvě symfonické paralely myšlenek Milana Kundery a Bohumila Hrabala (1966)
- Symfonie č. 4 – komorní (Hudba Soláně) pro flétnu, cembalo a malý smyčcový orchestr (1967)
- Symfonie č. 5 - vokální "Tři zlomky padesátiletí" pro baryton a velký orchestr na texty Františka Halase a Jevgenije Jevtušenka (1967)
- Symfonie č. 6 (1970),
- Koncert pro smyčcové kvarteto a orchestr (1971)
- Koncert pro klavír a orchestr (1973)
- Beskydská suita (1974)
- Koncert pro housle a orchestr (1974-75)
- Koncert pro trubku a orchestr (1975)
- Pocta Leoši Janáčkovi. Symfonická věta pro velký orchestr (1977)
- Slavnosti sněženek (Pocta Bohumilu Hrabalovi, 1980)
- Koncert pro klarinet a orchestr (1981)
- Symfonie č. 7 "In memoriam J. P. jun." (1951-1972), paralely k textům K. H. Máchy a Ladislava Stehlika (1982-83)
- Symfonietta festiva pro komorní orchestr (1983)
- Symfonie č. 8 "Ostravská" (1986)
- Koncert pro violu a orchestr (1988)
- Symfonie č. 9 (1989)
- Symfonie č. 10 "Initium ultimum" (1993)
- Pět kusů pro komorní smyčcový orchestr "Neslavné přídavky" (1994)

### Skladby pro komorní soubory
- Smyčcový kvartet č. 1 (1950)
- Smyčcový kvartet č. 2, Budeš žít v míru (1951)
- Smyčcový kvartet č. 3 (1955)
- Smyčcový kvartet č. 4, Z příběhu nového současníka (1960)
- Z Moravy (pro smyčcový kvartet, 1960)
- Smyčcový kvartet č. 5, Čím jsem byl... (1964)
- Smyčcový kvartet č. 6, „De Iuventute" (1976)
- Kvartet pro housle, klarinet, violoncello a klavír (1977)
- Klarinetový kvintet (pro klarinet a smyčcový kvartet, 1984)
- Dechový kvintet (1961)
- Nonet č. 1 "O šťastných dětech"
- Nonet č. 2 (1972)
- Koncert pro komorní orchestr (1978)

### Komorní skladby
- Sonatina pro klarinet a klavír (1948)
- Družstevníkův den (3 skladby pro akordeon, 1950)
- 1. sonáta pro klavír (1951)
- 2. sonáta pro klavír (1953)
- Rhapsodietty pro klavír (1955)
- Sonáta pro housle a klavír (1958)
- Pět kusů pro housle a klavír (1967)
- Sonatina pro klavír '69 (1969)
- Suita pro violu a klavír "Hledání úsměvu" (1969)
- Concertino pro dvoje housle a klavír (1972)
- Sonatina pro violoncello a klavír (1980)
- Pařížské vteřiny. Suita pro klavír (1981)
- Sonáta pro violu sólo "Kruh" (1982)

### Vokální hudba
- Prosté písně Préverta
- Sonáta pro soprán a klavír s texty Františka Halase (1968)
- Symfonietta přírody. Čtyři smíšené sbory na texty Miroslava Holuba (1962)
- Nevídáno, neslýcháno. Čtyři dětské sbory na texty Josefa Kainara (1965)
- Hodiny. Pět smíšených sborů na texty Karla Kapouna (1977)

### Scénická hudba
- Bambini di Praga. Buffa-balet-pantomima podle novely B. Hrabala na vlastní libreto (1968)

Zkomponoval rovněž řadu tendenčních masových písní, sborů (Nové zpěvy, Psaníčku soudruhu Gottwaldovi apod.) a kantát (Nový člověk, Stranická legitimace aj.).

### Literární dílo
- Současná hudba na západě, Panton, Praha 1963
- Možnosti kadence v dvanáctitónovém poli, Panton 1974
- Úvod do studia skladby (rkp.)